# Andrian Dushev
Andrian Dushev (em búlgaro:  Андриан Душев, Sófia, 6 de junho de 1970) é um ex-canoísta búlgaro especialista em provas de velocidade.

## Carreira
Foi vencedor da medalha de bronze em K-2 1000 m em Atlanta 1996, junto com o seu colega de equipa Milko Kazanov.